# Ibiri

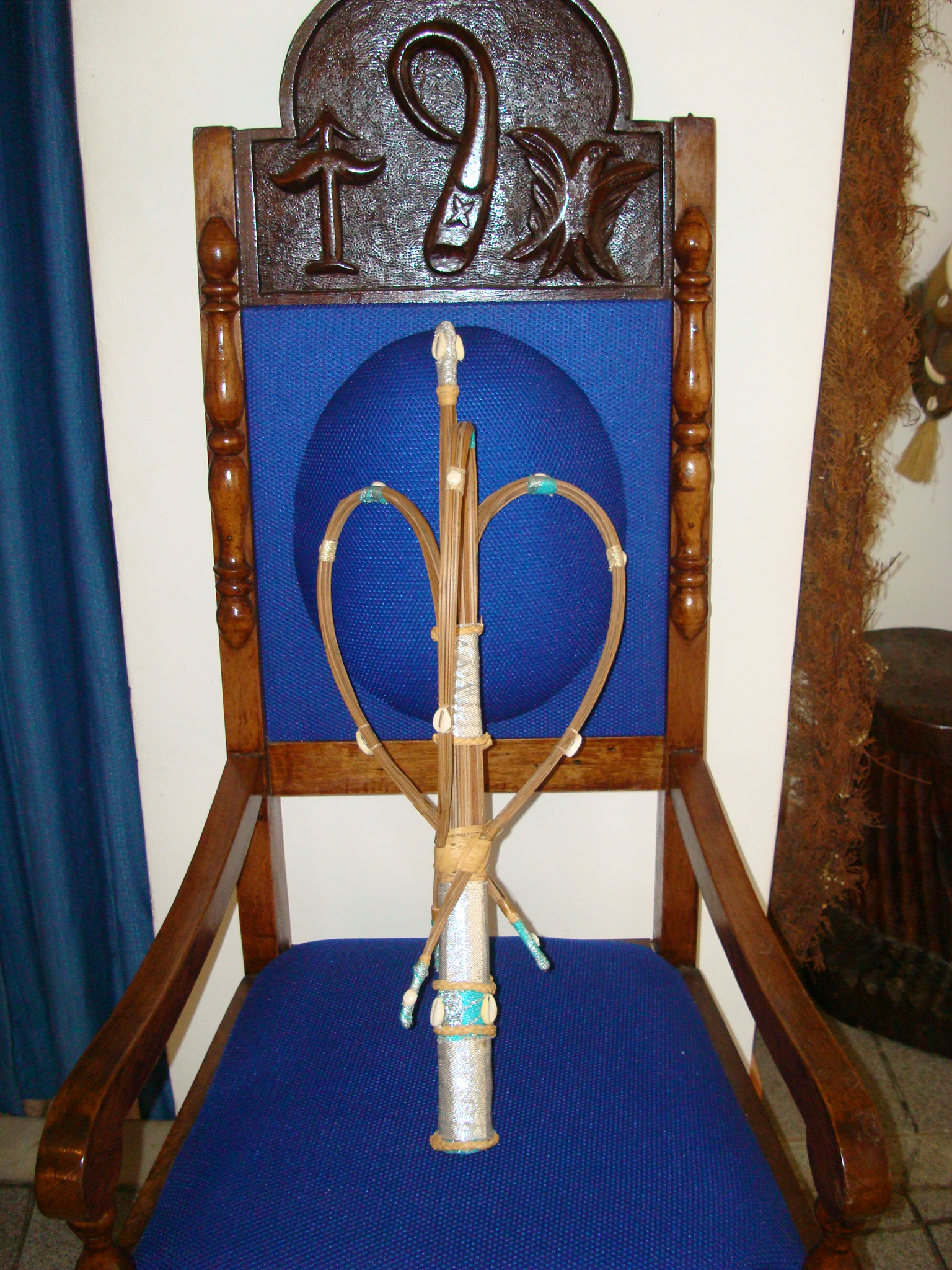
Ibiri candomblé.

Ibiri é um apetrecho da cultura afro brasileira, inerente ao Orixá Nanã, indispensável em sua indumentária, geralmente visto no ibá de Nanã. Confeccionado com nervura da folha do Iji opé e ichã, ornado com búzios, palha da costa, fio de conta e cabaça. Utilizado nos rituais do olubajé e opanijé, tem finalidade de afastar os espíritos (eguns) para o seu espaço sagrado, e eliminar as energias negativa da comunidade, proporcionando a longevidade.

## Referência
- Cossard, Giselle Omindarewá, Awô, O mistério dos Orixás. Editora Pallas.